# Nguyễn Thị Bân
Bát giai Mỹ nhân Nguyễn Thị Bân (chữ Hán: 八階美人 阮氏彬; ? – 1834 hoặc 1837), là một thứ phi của vua Minh Mạng nhà Nguyễn trong lịch sử Việt Nam.

## Tiểu sử
Bà Nguyễn Thị Bân còn có tên khác là Lạc, người huyện Gio Linh, tỉnh Quảng Trị. Không rõ năm sinh và năm mất, cũng như gia thế của bà Mỹ nhân. Bà Bân vào hầu vua Minh Mạng khi ông còn là Thái tử nơi tiềm để.
Ngày 26 tháng 7 năm 1817, bà hạ sinh An Thường Công chúa Nguyễn Phúc Lương Đức (ban đầu có tên là Tam Xuân), con gái thứ tư của vua Minh Mạng. Công chúa lúc sinh ra đĩnh ngộ lạ thường, có tính hiếu thuận, nhà vua rất yêu quý.
Năm 1825, nhân dịp dự tiết Vạn Thọ của Minh Mạng, mà lúc đó bà Mỹ nhân đang bị bệnh, khi được vua ban món đuôi dê và nầm dê, hoàng nữ Lương Đức chỉ ngậm lại chứ không nuốt. Vua lấy làm lạ hỏi nguyên do, chúa đáp rằng:
Thân mẫu của con đang bị bệnh, không được đội ơn đến dự mà con thì trộm nghe món này rất bổ nên không nỡ ăn, muốn để phần cho thân mẫu.
Vua ngợi khen, truyền cho riêng một đĩa, sai mang về cho thân mẫu. Tả hữu đều cảm động và khen ngợi, có người chảy cả nước mắt.
Theo gia phả họ Nguyễn Phúc, Mỹ nhân Nguyễn thị qua đời năm Giáp Ngọ (1834), được ban thụy là Thục Thận (淑慎). Tuy nhiên, theo Đại Nam liệt truyện thì năm mất của bà lại là năm Minh Mạng thứ 18, tức năm 1837.
Ngoài chúa Lương Đức, bà Mỹ nhân còn sinh thêm được một hoàng tử là Hàm Thuận công Nguyễn Phúc Miên Thủ (5 tháng 3 năm 1819 – 24 tháng 9 năm 1859), con trai thứ 9 của vua Minh Mạng.

## Sách tham khảo
- Hội đồng trị sự Nguyễn Phúc Tộc (1995), Nguyễn Phúc Tộc thế phả Lưu trữ ngày 27 tháng 9 năm 2020 tại Wayback Machine, Nhà xuất bản Thuận Hóa
- Quốc sử quán triều Nguyễn (2006), Đại Nam liệt truyện tập 3, quyển 10, Nhà xuất bản Thuận Hóa